# Namiq Sevdimov
Namiq Sevdimov (ur. 23 listopada 1981) – azerski zapaśnik walczący w stylu wolnym. Olimpijczyk z Pekinu 2008, gdzie zajął piąte miejsce w kategorii 55 kg.
Piąty na mistrzostwach świata w 2009. Piąty na mistrzostwach Europy w 2005. Trzeci na uniwersjadzie w 2005. Wicemistrz igrzysk wojskowych w 2007. Wojskowy mistrz świata w 2006 roku.